# جحا
جُحا، جُهی، با نام راستین دجین بن ثابت، که کنیه‌اش ابوالغض است، عربی از قبیله فرازه بود که در آغاز سده دوم هجری در کوفه می‌زیست و با ابومسلم خراسانی هم‌دوره بوده است. حکایت و داستان‌هایی خنده‌آور بدو منسوب است. اینگونه گویند که او خود را دانسته به دیوانگی زده بود. روزی در مجلسی لطیفه‌ای برای حاضرین گفت که کس به معنی آن پی نبرد، چون به خانه برگشت، چرخهٔ مادر خود را بشکست. تاریخ زاده‌شدن و درگذشت او دانسته نیست. شاعران فارسی‌زبان بارها از او در شعرهای خود یاد کرده‌اند.
از منوچهری دامغانی:
| اندر این ایام ما بازار هزل است و فسوس |  | کار بوبکر ربابی دارد و طنز جحی |

از انوری:
| از حسدفتح تو، خصم تو پی کرد اسب |  | همچو جحی کز خدوک، چرخهٔ مادر شکست |